# Olesicampe dentata
Olesicampe dentata är en stekelart som först beskrevs av Léon Abel Provancher 1874.  Olesicampe dentata ingår i släktet Olesicampe, och familjen brokparasitsteklar. Inga underarter finns listade.